# Boris Mikhaïlovitch Jitkov
Pour les articles homonymes, voir Boris Jitkov et Jitkov (homonymie).
Ne doit pas être confondu avec Boris Stepanovitch Jitkov.
Boris Mikhailovitch Jitkov (en russe : Борис Михайлович Житков), né le 20 septembre 1872 à Mikhaïlovka (ru) près d'Ardatov et mort le 2 avril 1943 à Moscou, est un explorateur, zoologiste et écrivain russe.
Professeur à l'université de Moscou et à l'Académie agricole Petrovsky (en), il a fondé une station de recherche biologique où ont été formées de nombreuses figures fondatrices de la zoologie soviétique. Cette station porte son nom.

## Biographie
Jitkov est né à Ardatov. Il est issu d'une famille pauvre d'origine noble. Son grand-père a participé à la guerre patriotique de 1812 et est devenu major général. Son père, Mikhaïl Ivanovitch, est un ingénieur militaire qui a combattu à Sébastopol pendant la guerre de Crimée (1853-1856). Sa mère se nomme Irina.
Diplômé du gymnase d'Alatyr en 1886 et de l'Institut des nobles (en) de Nijni Novgorod en 1890, il entre ensuite à l'université de Moscou où il étudie auprès d'Alexandre Bogdanov et d'Alexandre Tikhomirov. Il voyage vers la mer Blanche en 1893 et se lie d'amitié avec Sergueï Boutourline avec qui il voyage à plusieurs reprises. En 1902 et 1908, il dirige des expéditions de la Société russe de géographie dans les péninsules de Kanine et de Yamal.
Chasseur passionné, il s'intéresse à la conservation de la nature du point de vue de la chasse. En 1909, il parle de la nécessité de réduire les animaux dits « nuisibles » répertoriés dans la loi. En 1919, il contribue à la création de la réserve naturelle d'Astrakhan.
De 1919 à 1921, il vit à Alatyr et participe à l'organisation de l'Institut d'histoire naturelle d'Alatyr avec Boutourline. En 1921, il devient professeur à temps partiel à l'Académie Timiryazev de l'université de Moscou. En 1922, il fonde une station biologique à Losino-Ostrovsky (île Losino-Pogonny) où il emploie plusieurs de ses étudiants, dont B. A. Kouznetsov (ru), N. P. Lavrov, Evgueni Pavlovitch Spangenberg (en), S. P. Naoumov (ru), Aleksandr Formozov (en), D. N. Danilov, P. B. Yourgenson (ru), N. K. Verechtchaguine (ru), S. S. Folitarek, I. Iou. Jitkova, S. F. Tchirkova, V. G. Stakhrovsky, N. P. Naoumov (ru), A. P. Razorenova, S. V. Lobatchev, D. M. Vyajlinsky, L. I. Girchfeld, Vladimir Geptner, Sergueï Ognev, G. L. Grave (ru) et Ya. P. Chtchelkanovtsev,,,,.
Jitkov a écrit plusieurs livres sur la conservation de la nature et un ouvrage de vulgarisation scientifique sur le vol des oiseaux. Il a également été impliqué dans l'introduction d'animaux (alors appelés acclimatation) pour la fourrure, notamment le rat musqué et le ragondin (1928-1932),.
Il tombe malade lors du bombardement de Moscou en 1943 et meurt à l'hôpital Sklifossovsky (ru).